# Chvojnica
Chvojnica – rzeka na Słowacji, lewy dopływ Morawy. Ma długość 34,07 kilometra, co czyni ją 4 najdłuższym dopływem Morawy.
Powierzchnia działu wodnego wynosi 125,421 km².

## Etymologia nazwy
Nazwa pochodzi od słowiańskiego chvojъ, chvoja (igły lub gałęzie drzew iglastych).